# Nagroda Fundacji im. Kościelskich
Nagroda Fundacji im. Kościelskich (zwana także Nagrodą Kościelskich) – polska nagroda literacka, przyznawana od 1962 przez Fundację im. Kościelskich z siedzibą w Genewie.

## Geneza i działanie
Fundacja im. Kościelskich powstała na mocy testamentu zmarłej w lipcu 1959 Moniki Kościelskiej, wdowy po Władysławie Auguście Kościelskim, wydawcy, poecie i mecenasie sztuki. Celem fundacji jest wspieranie rozwoju literatury i poezji polskiej poprzez przyznawanie nagród młodym twórcom polskim (głównie pisarzom i krytykom literackim), którzy nie ukończyli 40. roku życia (w kilku wypadkach odstąpiono od tego wymogu), zamieszkałym w kraju lub na emigracji. Laureatów wybiera jury, powoływane przez Radę Fundacji, w której zasiadali m.in. Kajetan Dzierżykraj-Morawski, Konstanty Jeleński, Zygmunt Estreicher, Krzysztof Górski, Maria Danilewicz Zielińska, Jan Błoński, Maciej Morawski, Andrzej Vincenz, Jacek Woźniakowski oraz przez krótki czas Jan Parandowski i Ludwik Hieronim Morstin, którzy ustąpili z funkcji ze względu na niemożność wyjazdu z Polski i uczestniczenia w jej obradach. W skład jury wchodzą członkowie Rady oraz znawcy polskiej literatury współczesnej. Wszystkie funkcje w Radzie Fundacji i jury są pełnione honorowo. Źródłem finansowania fundacji są pozostałości po dawnej fortunie Kościelskich. Wartość finansowa nagrody zmienia się co roku, zależnie od wysokości dochodów z papierów wartościowych oraz liczby laureatów.
Fundacja kontynuuje tradycje mecenatu artystycznego, zapoczątkowane przez Władysława Kościelskiego (1819-1895), znanego jako Sefer Paşa, który dorobił się ogromnego majątku. Odziedziczył go przyszły teść założycielki fundacji, Józef (1845-1911), działacz polityczny, poeta i dramaturg. Był twórcą i długoletnim przewodniczącym Towarzystwa Literatów i Dziennikarzy Polskich w zaborze pruskim i prowadził działalność oświatowo-kulturalną. Jego syn, Władysław August (1886-1933), poeta, tłumacz i wydawca, również dał się poznać jako mecenas sztuki i literatury. Jedyny syn Władysława Augusta i Moniki Kościelskich, Wojciech, zmarł w młodym wieku (1947), będąc ostatnim przedstawicielem tej linii rodziny.
Fundacja Kościelskich to instytucja zasłużona dla kultury polskiej. Przyznawane przez nią wyróżnienie stanowi najwyższą poza granicami kraju, stałą, polską nagrodę literacką. Do 1989 uroczystość wręczenia nagrody odbywała się w Genewie, a później na przemian w Warszawie i Krakowie oraz w Wielkopolsce, w pałacu, będącym dawną własnością Kościelskich, znajdującym się w Miłosławiu.
W skład jury m.in. wchodzą: François Rosset (przewodniczący), Anna Estreicher, Ewa Bieńkowska, Włodzimierz Bolecki, Jerzy Jarzębski, Jacek Sygnarski, Tomasz Różycki, Ewa Zając i Jan Zieliński.

## Laureaci
Źródło
|  | - 1962 Andrzej Brycht za całokształt twórczości Andrzej Busza za całokształt twórczości Sławomir Mrożek za całokształt twórczości Jan Rostworowski za całokształt twórczości - 1963 Zbigniew Herbert za całokształt twórczości Zygmunt Kubiak za całokształt twórczości Jan Winczakiewicz za całokształt twórczości - 1964 Bogdan Czaykowski za całokształt twórczości Wiesław Dymny za całokształt twórczości Tadeusz Konwicki za całokształt twórczości Zofia Romanowiczowa za całokształt twórczości Bogdan Wojdowski za całokształt twórczości - 1965 Tadeusz Chabrowski za całokształt twórczości Andrzej Kijowski za całokształt twórczości Marian Ośniałowski za całokształt twórczości Wiktor Woroszylski za całokształt twórczości - 1966 Henryk Grynberg za publikację Żydowska wojna Gustaw Herling-Grudziński za całokształt twórczości Włodzimierz Odojewski za publikację Zmierzch świata - 1967 Jarosław Abramow-Newerly Tadeusz Nowak Jarosław Marek Rymkiewicz - 1968 Jan Błoński za całokształt twórczości Konstanty Jeleński za całokształt twórczości Marek Nowakowski za całokształt twórczości Ryszard Przybylski za całokształt twórczości Marek Skwarnicki za całokształt twórczości - 1969 Jan Darowski za całokształt twórczości Urszula Kozioł za całokształt twórczości Jerzy Kwiatkowski za całokształt twórczości Mieczysław Paszkiewicz za całokształt twórczości Alina Witkowska za publikację Kazimierz Brodziński - 1970 Jerzy Gierałtowski za publikację Wakacje kata Janina Kowalska (właśc. Hanna Świderska) za publikacje Moje uniwersytety i Kraj lat dziecinnych Kazimierz Orłoś za publikację Ciemne drzewa - 1971 Bohdan Cywiński za publikację Rodowody niepokornych Adam Czerniawski za całokształt twórczości Jerzy Harasymowicz za całokształt twórczości Zygmunt Haupt za całokształt twórczości Wacław Iwaniuk za całokształt twórczości Zbigniew Żakiewicz za całokształt twórczości - 1972 Stanisław Barańczak za całokształt twórczości Bonifacy Miązek za całokształt twórczości Edward Stachura za całokształt twórczości Władysław Lech Terlecki za całokształt twórczości - 1973 Tomasz Burek za całokształt twórczości Janusz A. Ihnatowicz za całokształt twórczości Ewa Lipska za całokształt twórczości Alicja Lisiecka za całokształt twórczości - 1974 Jerzy W. Borejsza za publikację Sekretarz Adama Mickiewicza Alicja Iwańska za publikację Świat przetłumaczony Edward Redliński za publikację Konopielka - 1975 Wojciech Karpiński i Marcin Król za publikację Sylwetki polityczne XIX wieku Julian Kornhauser i Adam Zagajewski za publikację Świat nie przedstawiony Paweł Łysek za publikację Trylogia Śląska - 1976 Bolesław Kobrzyński za całokształt twórczości Ryszard Krynicki za całokształt twórczości Bogdan Madej za całokształt twórczości Joanna Pollakówna za całokształt twórczości - 1977 Ewa Bieńkowska za publikację Dwie twarze losu Maciej Broński (właśc. Wojciech Skalmowski) za całokształt twórczości Małgorzata Szpakowska za publikację Światopogląd Stanisława Ignacego Witkiewicza Bolesław Taborski za całokształt twórczości - 1978 Piotr Wojciechowski za całokształt twórczości - 1979 ks. Jerzy Mirewicz za publikację Trzy minuty filozofii - 1980 Józef Baran za całokształt twórczości Jerzy Pluta za publikację Sto czyżyków Janusz Węgiełek za publikację Mam ciało - 1981 Janusz Anderman za publikację Gra na zwłokę Krzysztof Dybciak za publikację Gry i katastrofy Anna Frajlich-Zając za publikację Tylko ziemia Jan Komolka za publikację Ucieczka do nieba - 1982 Nagrody nie przyznano - 1983 Stefan Chwin i Stanisław Rosiek za publikację Bez autorytetu o. Jan Góra za publikację Mój dom Antoni Pawlak za publikację Obudzimy się nagle w pędzących pociągach Jan Polkowski za publikację Oddychaj głęboko - 1984 Bronisław Maj za publikację Wspólne powietrze Tadeusz Korzeniewski za publikację W Polsce - 1985 Jerzy Jarzębski za publikację Gra w Gombrowicza - 1986 Tomasz Jastrun za całokształt twórczości Adam Michnik za publikację Z dziejów honoru w Polsce Leszek Szaruga za całokształt twórczości | - 1987 Nagrody nie przyznano - 1988 Paweł Huelle za publikację Weiser Dawidek Piotr Sommer za całokształt twórczości - 1989 Włodzimierz Bolecki za całokształt twórczości Jerzy Pilch za publikację Spis cudzołożnic Krzysztof Rutkowski za publikację Braterstwo albo śmierć: zabijanie Mickiewicza w Kole Bożym - 1990 Grzegorz Musiał za całokształt twórczości Bronisław Wildstein za publikację Jak woda Marek Zaleski za publikację Mądremu biada? Wisława Szymborska za tom poetycki Ludzie na moście, specjalna nagroda jednorazowa im. Zygmunta Kallenbacha za najwybitniejszą książkę ostatniego dziesięciolecia - 1991 Andrzej Bart za publikację Rien ne va plus Marian Stala za publikację Chwile pewności - 1992 Krzysztof Myszkowski za publikację Pasja według św. Jana Aleksandra Olędzka-Frybesowa za całokształt twórczości, specjalna jednorazowa nagroda im. Kajetana Morawskiego za szczególne zasługi w rozpowszechnianiu literatury francuskiej w Polsce - 1993 Marzanna Bogumiła Kielar Artur Szlosarek za tom poetycki Wiersze napisane i tom poetycki Wiersze różne - 1994 Maciej Niemiec za tom poetycki Kwiaty akacji Tadeusz Słobodzianek za całokształt twórczości Marek Wojdyło za publikację Kraina lenistwa - 1995 Magdalena Tulli za publikację Sny i kamienie Andrzej Stasiuk za publikację Biały kruk - 1996 Jacek Baczak za publikację Zapiski z nocnych dyżurów Marcin Świetlicki za całokształt twórczości - 1997 Olga Tokarczuk za publikację Prawiek i inne czasy Andrzej Sosnowski za całokształt twórczości - 1998 Przemysław Czapliński za publikację Ślady przełomu: o prozie polskiej 1976–1996 Jacek Podsiadło za całokształt twórczości - 1999 Adam Wiedemann za publikację Pochwała stworzenia Arkadiusz Pacholski za publikację Rozrusznik - 2000 Michał Paweł Markowski za publikację Anatomia ciekawości Wojciech Wencel za publikację Oda chorej duszy - 2001 Jerzy Sosnowski za publikację Wielościan - 2002 Olga Stanisławska za publikację Rondo de Gaulle’a - 2003 Dawid Bieńkowski za publikację Jest - 2004 Tomasz Różycki za publikację Dwanaście stacji - 2005 Jacek Dehnel za publikację Żywoty równoległe - 2006 Jolanta Stefko za całokształt twórczości - 2007 Mikołaj Łoziński za publikację Reisefieber - 2008 Jacek Dukaj za publikację Lód - 2009 Tadeusz Dąbrowski za publikację Czarny kwadrat - 2010 Marcin Kurek za publikację Oleander - 2011 Andrzej Franaszek za publikację Miłosz. Biografia - 2012 Andrzej Dybczak za publikację Gugara - 2013 Krystyna Dąbrowska za publikację Białe krzesła - 2014 Krzysztof Siwczyk za publikację Dokąd bądź - 2015 Szczepan Twardoch za publikację Drach - 2016 Maciej Płaza za publikację Skoruń - 2017 Urszula Zajączkowska za tom poetycki Minimum - 2018 Joanna Czeczott za publikację Petersburg. Miasto snu - 2019 Aldona Kopkiewicz za tom poetycki Szczodra - 2020 Małgorzata Rejmer za publikację Błoto słodsze niż miód. Głosy komunistycznej Albanii - 2021 Jan Baron za tom poetycki Psińco - 2022 Bartosz Sadulski za powieść Rzeszot - 2023 Urszula Honek za tom opowiadań Białe noce - 2024 Aleksandra Tarnowska za powieść Wniebogłos |  |  |